# 沃爾夫斯巴赫河 (卡爾河支流)
50°5′39.66″N 9°7′48.47″E / 50.0943500°N 9.1301306°E

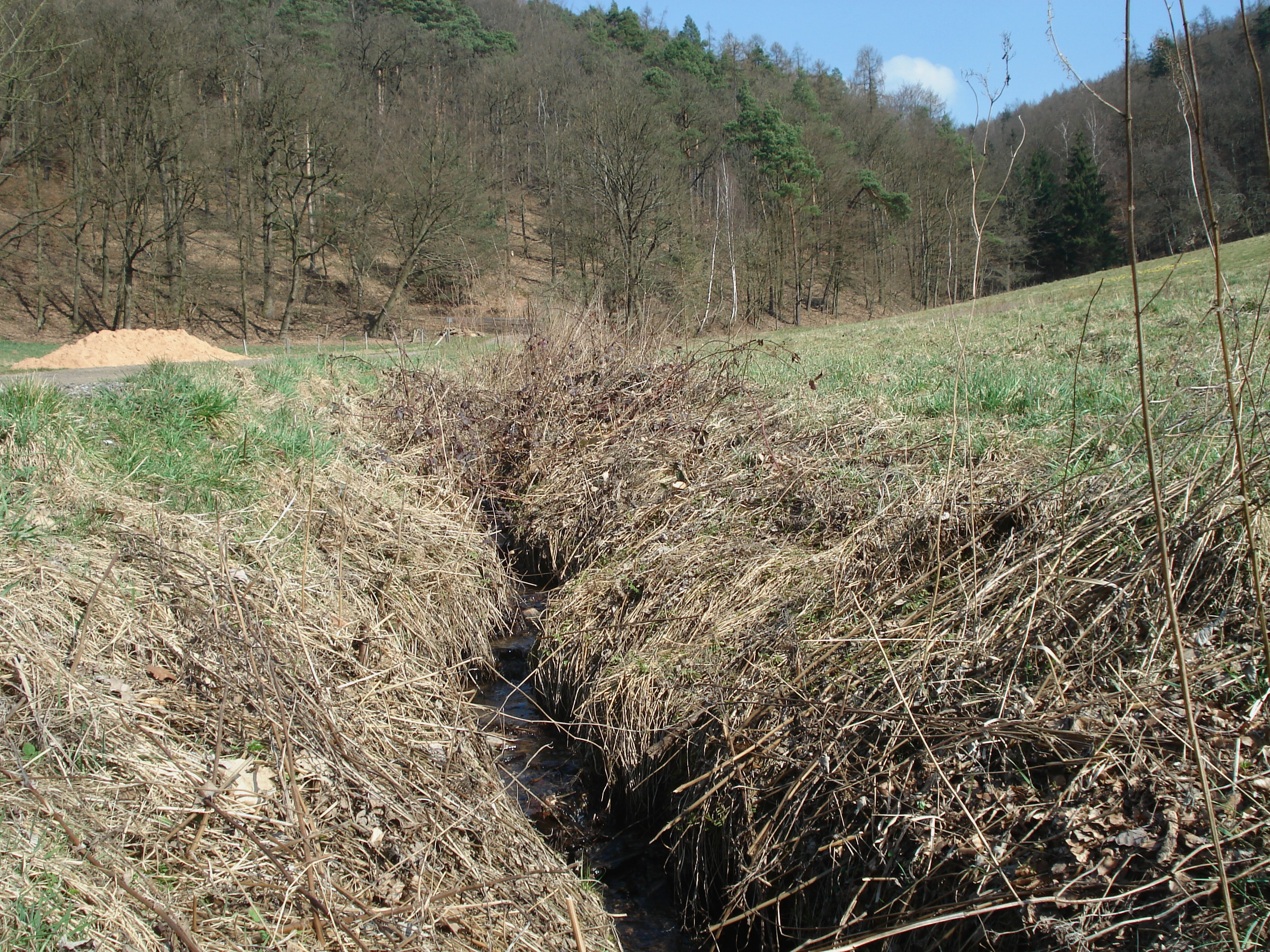
沃爾夫斯巴赫河（卡爾河支流）

沃爾夫斯巴赫河（德語：Wolfsbach），是德國的河流，位於該國東南部，由巴伐利亞負責管轄，屬於卡爾河的右支流，河道全長1.8公里，流域面積0.9平方公里。